# 456
| [ Edytuj tabelę ] |                        |
| Cesarz Bizancjum  | - 450 Marcjan 457      |
| Król Franków      | - 447 Meroweusz 457    |
| Chan Hunów        | - 454 Dengizek 469     |
| Król Kentu        | - 455 Hengest 488      |
| Władca Korei      | - 413 Changsu 491      |
| Król Munsteru     | - 453 Óengus 489       |
| Papież            | - 440 Leon I 461       |
| Król Persji       | - 439 Jezdegerd II 457 |
| Cesarz Rzymu      | - 455 Awitus 456       |
| Król Wandalów     | - 428 Genzeryk 477     |
| Król Wizygotów    | - 453 Teodoryk II 466  |

Rok 456 / CDLVI
stulecia: IV wiek ~
V wiek ~
VI wiek

lata: 446 «
451 «
452 «
453 «
454 «
455 «
456
» 457
» 458
» 459
» 460
» 461
» 466

## Wydarzenia
- 17 października – abdykował cesarz zachodniorzymski Awitus.
- Król sasanidzki Jedzygier II wprowadził pierwszy przymus religijny na terenie Babilonii.
- Rzymski cesarz Majorian we współpracy ze swoim przyjacielem Rycymerem pokonali wojska Awitusa w bitwie pod Placentią.